# Seznam danskih smučarjev
Seznam danskih smučarjev.

## A
- Kasper Jacobsen Astorp

## B
- Nuunu Chemnitz Berthelsen
- Christian Borgnaes
- Tejs Broberg

## D
- Kristian-Lyhne Damgaard

## F
- Christoffer Faarup

## H
- Arne Hardenberg
- Malik Holm
- Katrine Hvidsteen

## K
- Lasse Kamp-Simonsen
- Tine Kongsholm

## L
- Charlotte Techen Lemgart

## M
- Malene Madsen
- Lisa Christine Blunck Moe
- Yina Moe-Lange

## N
- Casper Dyrbye Næsted

## O
- Frederic Ramsgaard Oerum

## V
- Oskar Emil Vedsted-Jacobsen
- Christian Vial
- Marcus Vorre